# Pôle d'équilibre territorial et rural du Pays de Saint-Malo
Ne doit pas être confondu avec le pays historique.
Le Pôle d'équilibre territorial et rural du Pays de Saint-Malo un Pôle d'équilibre territorial et rural et anciennement l'un des vingt-et-un pays, au sens de la loi de 1999 d'orientation pour l'aménagement et le développement durable du territoire de la région Bretagne et l'un des vingt-sept de la Bretagne historique, dont Saint-Malo est la ville-centre.

## Présentation
Le Pays de Saint-Malo regroupe une communauté d'agglomération et trois communautés de communes  : 
- Saint-Malo Agglomération,
- la communauté de communes Côte d'Émeraude (incluant la Beaussais sur Mer et Trémereuc dans les Côtes-d'Armor),
- la communauté de communes Bretagne Romantique
- la communauté de communes du pays de Dol et de la baie du Mont-Saint-Michel, issue de la fusion en 2016 de l'ancienne communauté de communes du pays de Dol-de-Bretagne et de la baie du Mont-Saint-Michel et l'ancienne communauté de communes de la baie du Mont-Saint-Michel (Porte de Bretagne, canton de Pleine-Fougères)

La commune de Saint-Symphorien, créée au 1er janvier 2008, faisait partie du pays de Saint-Malo à l'origine mais à la suite de son adhésion à la Communauté de communes du Val d'Ille-Aubigné, le 1er janvier 2009, elle a rejoint de facto le Pays de Rennes.
Caractéristiques du territoire :
- Superficie : 1106 km2, soit 16,3 % du département d'Ille-et-Vilaine.
- Population : 149 360 habitants en 2004 (estimation) (+ 4,7 % entre 1990 et 1999)
- 71 communes dont 67 communes en Ille-et-Vilaine  et 4 dans les Côtes-d'Armor

## Composition
La Pays de Saint-Malo est composé des 72 communes suivantes :
- Canton de Cancale
  - Cancale
  - La Fresnais
  - Hirel
  - Saint-Benoît-des-Ondes
  - Saint-Coulomb
  - Saint-Méloir-des-Ondes
- Canton de Châteauneuf-d'Ille-et-Vilaine
  - Châteauneuf-d'Ille-et-Vilaine
  - Lillemer
  - Miniac-Morvan
  - Plerguer
  - Saint-Guinoux
  - Saint-Père-Marc-en-Poulet
  - Saint-Suliac
  - Le Tronchet (Ille-et-Vilaine)
  - La Ville-ès-Nonais
- Canton de Combourg
  - Bonnemain
  - Combourg
  - Cuguen
  - Lanhélin
  - Lourmais
  - Meillac
  - Saint-Léger-des-Prés
  - Saint-Pierre-de-Plesguen
  - Trémeheuc
  - Tressé
- Canton de Dinard
  - Dinard
  - Le Minihic-sur-Rance
  - Pleurtuit
  - La Richardais
  - Saint-Briac-sur-Mer
  - Saint-Lunaire
- Canton de Dol-de-Bretagne
  - Baguer-Morvan
  - Baguer-Pican
  - Cherrueix
  - Dol-de-Bretagne
  - Epiniac
  - Mont-Dol
  - Roz-Landrieux
  - Le Vivier-sur-Mer
- Canton de Hédé
  - Dingé
  - Hédé-Bazouges
  - Lanrigan
  - Québriac

Les autres communes du canton font partie du pays de Rennes
- Canton de Ploubalay
  - Lancieux
  - Plessix-Balisson
  - Ploubalay
  - Trégon

Le canton de Ploubalay se situe dans le département des Côtes-d'Armor. Les autres communes du canton font partie du pays de Dinan.
- Canton de Pleine-Fougères
  - La Boussac
  - Broualan
  - Pleine-Fougères
  - Roz-sur-Couesnon
  - Sains
  - Saint-Broladre
  - Saint-Georges-de-Gréhaigne
  - Saint-Marcan
  - Sougéal
  - Trans-la-Forêt
  - Vieux-Viel
- Canton de Saint-Malo-Nord
  - Saint-Malo (fraction)
- Canton de Saint-Malo-Sud
  - La Gouesnière
  - Saint-Jouan-des-Guérets
  - Saint-Malo (fraction)
- Canton de Tinténiac
  - La Baussaine
  - La Chapelle-aux-Filtzméens
  - Longaulnay
  - Pleugueneuc
  - Plesder
  - Saint-Domineuc
  - Saint-Thual
  - Tinténiac
  - Trévérien
  - Trimer

## Administration
Depuis le 27 août 2020, le Pays de Saint-Malo est présidé par Pierre-Yves Mahieu, maire de Cancale, qui a succédé à Claude Renoult, ancien maire de Saint-Malo et ancien président de Saint-Malo Agglomération,.
|     | Identité        | Qualité                  | Autre fonction                                                       |
| --- | --------------- | ------------------------ | -------------------------------------------------------------------- |
| 1er | Gilles Lurton   | Maire de Saint-Malo      | Président de Saint-Malo Agglomération                                |
| 2e  | Denis Rapinel   | Maire de Dol-de-Bretagne | Président de la CC du Pays de Dol et de la Baie du Mont-Saint-Michel |
| 3e  | Michel Penhouët | Maire de Saint-Lunaire   | Vice-président de la CC Côte d'Émeraude                              |
| 4e  | Benoît Sohier   | Maire de Saint-Domineuc  | Vice-président de la CC Bretagne Romantique                          |

Le bureau compte sept autres élus : 
- Loïc Régeard, maire de Pleugueneuc, président de la CC Bretagne Romantique
- Pascal Guichard, élu à Dinard, président de la CC Côte d'Émeraude
- Louis Thébault, maire de Pleine-Fougères, vice-président de la CC du Pays de Dol et de la Baie du Mont-Saint-Michel
- Joël Masseron, maire de Châteauneuf-d’Ille-et-Vilaine, vice-président de Saint-Malo Agglomération
- David Buisset, maire de Longaulnay, vice-président de la CC Bretagne Romantique
- Sophie Bézier, maire de Pleurtuit, vice-présidente de la CC Côte d'Émeraude
- Sylvie Duguépéroux, maire de Baguer-Pican, vice-présidente de la CC du Pays de Dol et de la Baie du Mont-Saint-Michel